# Gangrel
David William Heath, meglio conosciuto come Gangrel (Tampa, 16 febbraio 1969), è un wrestler statunitense.

## Carriera

### Circuito indipendente (1988-1994)
Allenato da Boris Malenko, inizia ad esibirsi in vari circuiti indipendenti della Florida. Inizia a lottare nella IPW il quale riesce a vincere i IPW Tag Team Championship. Si trasferisce alla Stampede Wrestling e forma un tag team con il wrestler Tom Nash, in coppia hanno vinto gli Stampede International Tag Team Championship. Nella prima metà degli anni novanta Heath e Nash vengono associati alla moglie di Nash ovvero Luna, il team si scioglierà nella All Japan Pro Wrestling. Dopo la rottura del team il matrimonio tra Luna e Nash si sciolse e Luna si lega sentimentalmente a Heath. Dopo lo scioglimento dei Blackhearts, Heath assume la gimmick del Vampire Warrior ispirato dal film Ragazzi perduti lottando nella United States Wrestling Association e riuscendo a vincere il USWA Southern Heavyweight Championship e il Pro Wrestling Illustrated Rookie of the Year nel 1993.

### World Wrestling Federation (1994-1995)
Heath debutta nella World Wrestling Federation con il nome di "The Black Phantom" venendo utilizzato come mid-carder.

### Extreme Championship Wrestling (1995)
Nel 1995 Heath approda nella Extreme Championship Wrestling per un breve periodo e ebbe una faida con Tommy Dreamer.

### World Championship Wrestling (1998)
All'inizio del 1998 Heath approda nella World Championship Wrestling a WCW Worldwide facendo coppia con Michael Nova perdendo i Face of Fear.

### Ritorno in WWF (1998-2001)
Nel 1998, firmò un contratto con la  World Wrestling Federation e gli venne assegnata la gimmick di "Gangrel", questo nome deriva dal clan dei vampiri Vampiri: la masquerade. L'ingresso di Gangrel lo vedeva arrivare in un cerchio di fuoco seguito dall'arrivo sul ring del wrestler e durante il suo ingresso si fermava sui gradoni d'acciaio e beveva dentro un calice il cui conteneva del sangue (Kayfabe) per poi sputarlo.
Debuttò il 16 agosto a Sunday Night Heat battendo Scott Taylor. Successivamente formò con Edge e Christian una stable ovvero The Brood, il gruppo si unì al Ministry of Darkness capitanata da The Undertaker. Dopo che il Brood si separò dai Ministry of Darkness iniziarino una rivalità con gli Hardy Boyz e il loro manager Michael Hayes, durante la quale Gangrel tradì Edge e Christian per unirsi con gli Hardy Boyz per poi creare una stable con questi ultimi chiamata The New Brood. Poco dopo la rottura della stable Gangrel fu usato come mid-carder dalla WWF. Nel 2000 venne affiancato da Luna Vachon (sua moglie nella vita reale) che lo accompagna come manager.
Nel 2001, fu licenziato.

### Secondo ritorno in WWE (2004–2007)
Heath fa il suo ritorno "one night only" nella federazione riunendosi con l'ex membro della Ministry of Darkness Viscera nel 2004, ritornando come sgherro assoldato da John "Bradshaw" Layfield durante la faida con The Undertaker. Nel 2005, gli viene offerto un altro contratto con la WWE lottando principalmente in Ohio Valley Wrestling, territorio di sviluppo d'eccellenza della compagnia. Viene nuovamente rilasciato, tuttavia, poco dopo.
Nel 2006, Heath viene nuovamente rimesso sotto contratto per partecipare al nuovo brand della WWE, ECW, come membro di una stable di vampiri insieme a Kevin Thorn e Ariel, ma alla fine non se ne fece nulla. Prende parte e continua a lottare allora nella Deep South Wrestling mentre aspetta di essere chiamato in uno dei due main roster. Il 18 gennaio 2007 viene rilasciato. Partecipa ad una puntata speciale di WWE Raw dedicata al suo 15º anniversario Raw 15th Anniversary il 10 Dicembre 2007, prendendo parte ad una 15-man battle royal, ma viene eliminato da Al Snow.

## Personaggio

### Mosse finali

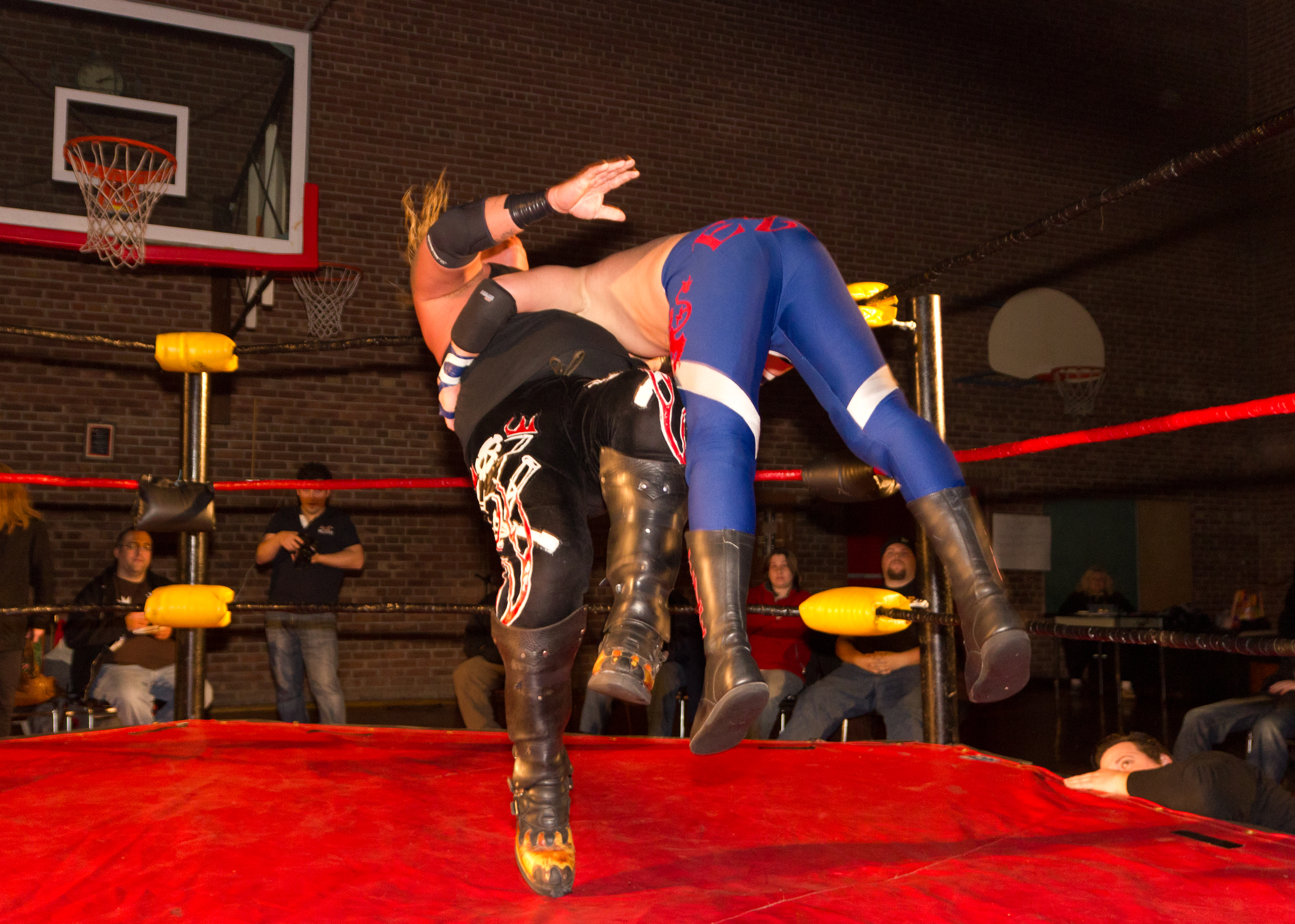
Gangrel esegue lImpaler DDT

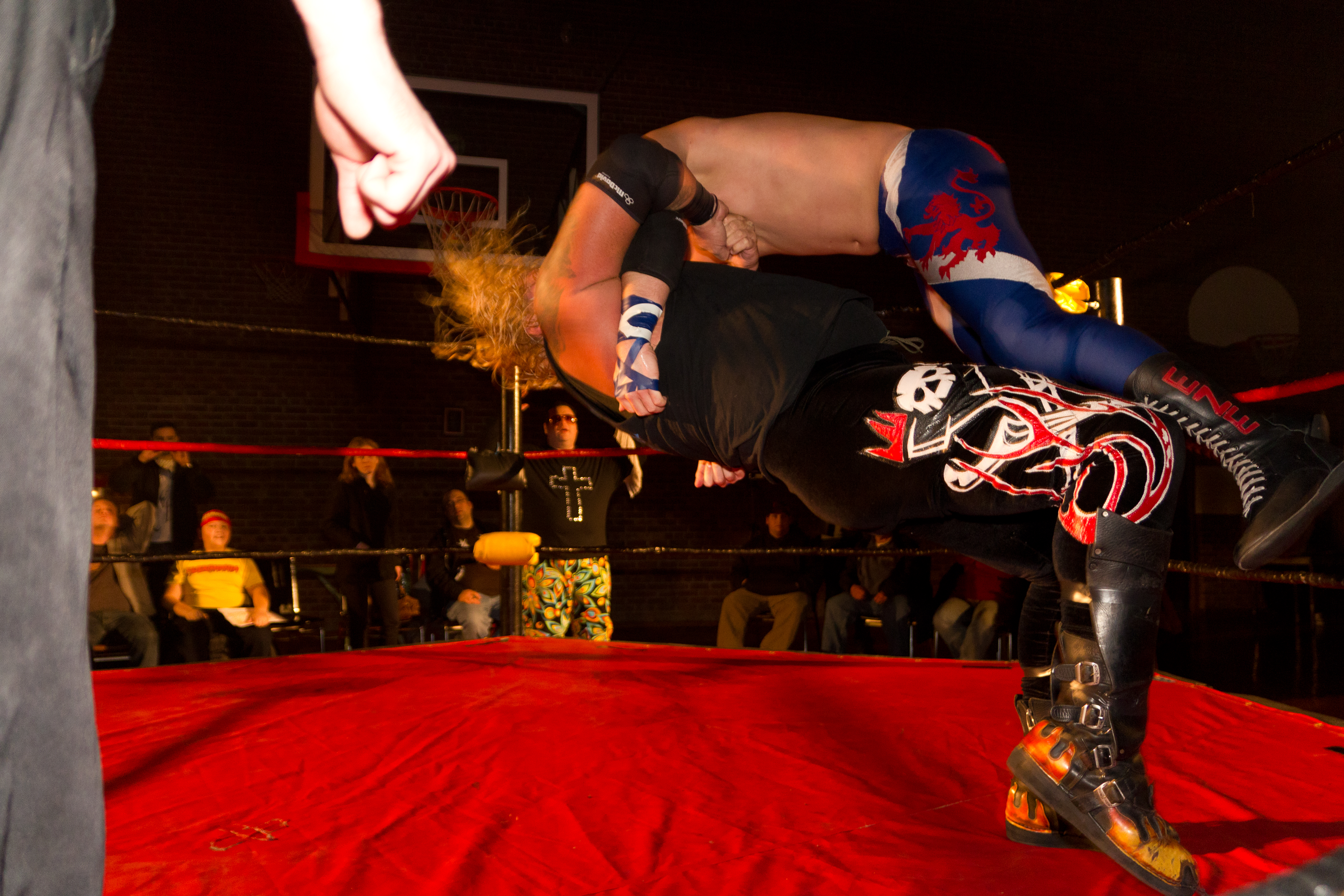
Gangrel esegue il trapping suplex

- Impaler DDT (Implant DDT)[2]

### Manager
- Kiara Dillon
- Luna Vachon

### Wrestler assistiti
- Edge e Christian
- The Hardy Boyz

### Wrestler allenati
- Rusev
- Steve Pain
- Troy McClain

### Musiche d'ingresso
- Blood di Jim Johnston (WWF/E)
- Fangin' and Bangin'" di Dan-e-o (circuito indipendente)

## Titoli e riconoscimenti
- All Pro Wrestling
  - APW Tag Team Championship (1) - con Billy Blade
- All-Star Championship Wrestling
  - ACW Heavyweight Championship (1)
- European Wrestling Promotion
  - EWP Ironman Hardcore Knockout Tournament winner - nel 2003
  - EWP World Heavyweight Championship (1)
- IPWA
  - IPWA Tag Team Championship (2) - con Rusty Brooks
- Maximum Pro Wrestling
  - MXPW Heavyweight Championship (1)
- NWA Florida
  - NWA Florida Tag Team Championship (1]) - con Tom Nash
- Pro Wrestling Illustrated
  - PWI Rookie of the Year award nel 1993
- Pro Wrestling Revolution
  - PWR Heavyweight Championship (1)
- Stampede Wrestling
  - Stampede International Tag Team Championship (1) - con Tom Nash
- Tri-State Wrestling Alliance
  - TWA Tag Team Championship (1) - con Blackheart Apocalypse
- United States Wrestling Association
  - USWA Southern Heavyweight Championship (1)
- Altri titoli
  - USWF Tag Team Championship (1 time) - con Tom Nash
  - NWL Heavyweight Championship